# Mohammad Anwar Husnoo
Mohammad Anwar Husnoo est un homme politique mauricien, vice-Premier ministre de Maurice et ministre des Administrations régionales et des Îles depuis le 12 novembre 2019.